# La Tombe maudite
 (juin 2025).
La Tombe maudite est un roman de Christian Jacq publié en 2014.

## Résumé
Setna, deuxième fils de Ramsès II, rencontre Sekhet, servante de Sekhmet, fille de Kekou, superviseur des greniers royaux, et thérapeute.
Un vase scellé dans la tombe d'Osiris est volé.
Setna et Sekhet font l'amour. Ramésou, frère ainé de Setna la demande en mariage mais elle refuse.
Ched, ami de Setna, trouve une bague marquée Irosu sur le lieu du vol. Setna est intronisé ritualiste. Avant de mourir, son maitre lui dit que le livre indiquant les trésors des tombes a été volé et lui dit de retrouver le voleur.
Un autre nom syrien, Kalash, est trouvé chez Irosu. Kekou dit à Sekhet qu'il est le voleur et qu'il veut renverser Ramsès. Son intendant, le Vieux, sauve Sekhet d'un attentat. Elle fuit et le Vieux prévient Setna...